# Novoivanivka, Nîjnohirskîi
Novoivanivka (în ucraineană Новоіванівка) este un sat în comuna Uvarivka din raionul Nîjnohirskîi, Republica Autonomă Crimeea, Ucraina.

## Demografie
Componența lingvistică a localității Novoivanivka
     Rusă (74,02%)
     Tătară crimeeană (17,85%)
     Ucraineană (7,11%)
     Alte limbi (0,3%)
Conform recensământului din 2001, majoritatea populației localității Novoivanivka era vorbitoare de rusă (74,02%), existând în minoritate și vorbitori de tătară crimeeană (17,85%) și ucraineană (7,11%).